# Риби України
Іхтіофауна (іхтіофавна) України відрізняється великим різноманіттям. Риби в Україні представлені 63 родинами, 135 родами, що об'єднують понад 200 видів, 22 з яких акліматизовані. Вони населяють Чорне та Азовське моря, численні річки, озера, струмки, а також штучно створені людиною ставки, канали тощо.

## Природні умови
Всі великі річки України Дніпро, Дністер, Дунай, Сіверський Донець та Південний Буг, з їх притоками течуть з півночі на південь, та впадають в Азовське та Чорне море. Це є наслідком нахилу материка. Тільки на крайньому північному заході цей напрям відрізняється, річки басейну Західного Бугу течуть на північ та впадають у Балтійське море.
Залежно від кількості розчинених у воді солей водойми можуть бути прісними (річки та більшість озер), солонуватими (гирла деяких річок та лимани, що з'єднуються з морями), солоними (Чорне та Азовське море).
Географічне розташування водойм, рівень мінералізації, швидкість течії, об'єм води, характер дна визначають умови життя та видовий склад іхтіофауни.

## Іхтіофауна морів

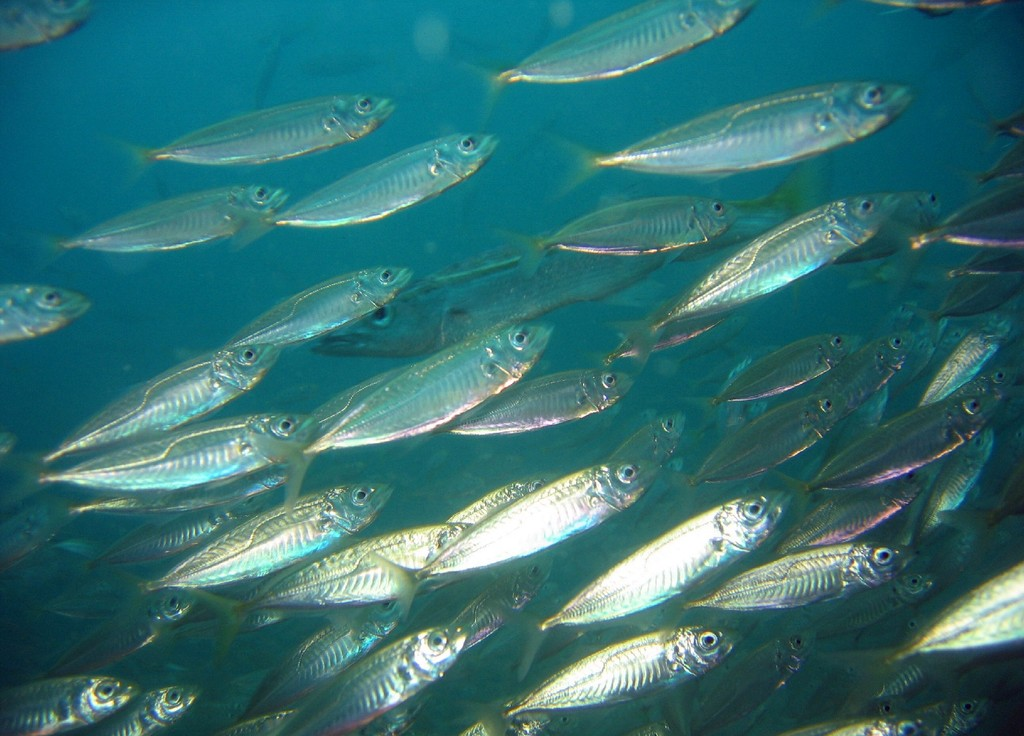
Ставрида, морська промислова риба

Найбільшим водоймищем України є Чорне море. У нього впадають води більшості українських річок. У ньому нараховують 170 видів суто морських риб, а враховуючи мешканців річок, що можуть зустрічатись у солонуватій воді, їх кількість досягає 180—190 видів. У Азовському морі — близько 115 видів. За розповсюдженням та способом життя цих риб об'єднують у групи, що показують геологічну історію цих морів.
В одну з груп об'єднують мешканців прісних водойм, які існували на місці морів. Ці риби зараз мешкають у солонуватих лиманах, а розмножуються у річках. Серед них тюлька та бички (понад 10 видів), представники осетрових (осетер, білуга). До цієї ж групи відноситься перкарина чорноморська, що мешкає у Дніпровсько-Бузькому та Дністровському лиманах, а також в опріснених зонах Азовського моря.
До іншої групи відносять риб, що потрапили до Чорного моря з північних морів під час льодовикового періоду. Ці риби тримаються у холодних шарах води та розмножуються з осені до весни, а влітку тримаються на глибині. Це шпрот, мерланг, глось, катран, морська лисиця (скат), лосось чорноморський.
Найчисленніша група риб — мігрувала у Чорне море з Середземного, під час прориву водами Середземного моря Дарданел та Босфору та засолення води до теперішнього рівня. Ці риби полюбляють теплу та солону воду, влітку розповсюджені на всій площі моря, взимку переміщуються до самих теплих ділянок або у Середземне море. Серед них хамса, ставрида, барабуля звичайна, скумбрія, пеламіда, калкан, морський карась, кефалі (окрім піленгаса, який акліматизований з Далекого Сходу).
Нечисельну групу риб складають риби, які заходять у море з річок. Вони зустрічаються тут переважно навесні, та не живуть у морі постійно. Серед них — карась, короп, окунь, плітка, товстолоб.

## Іхтіофауна річок

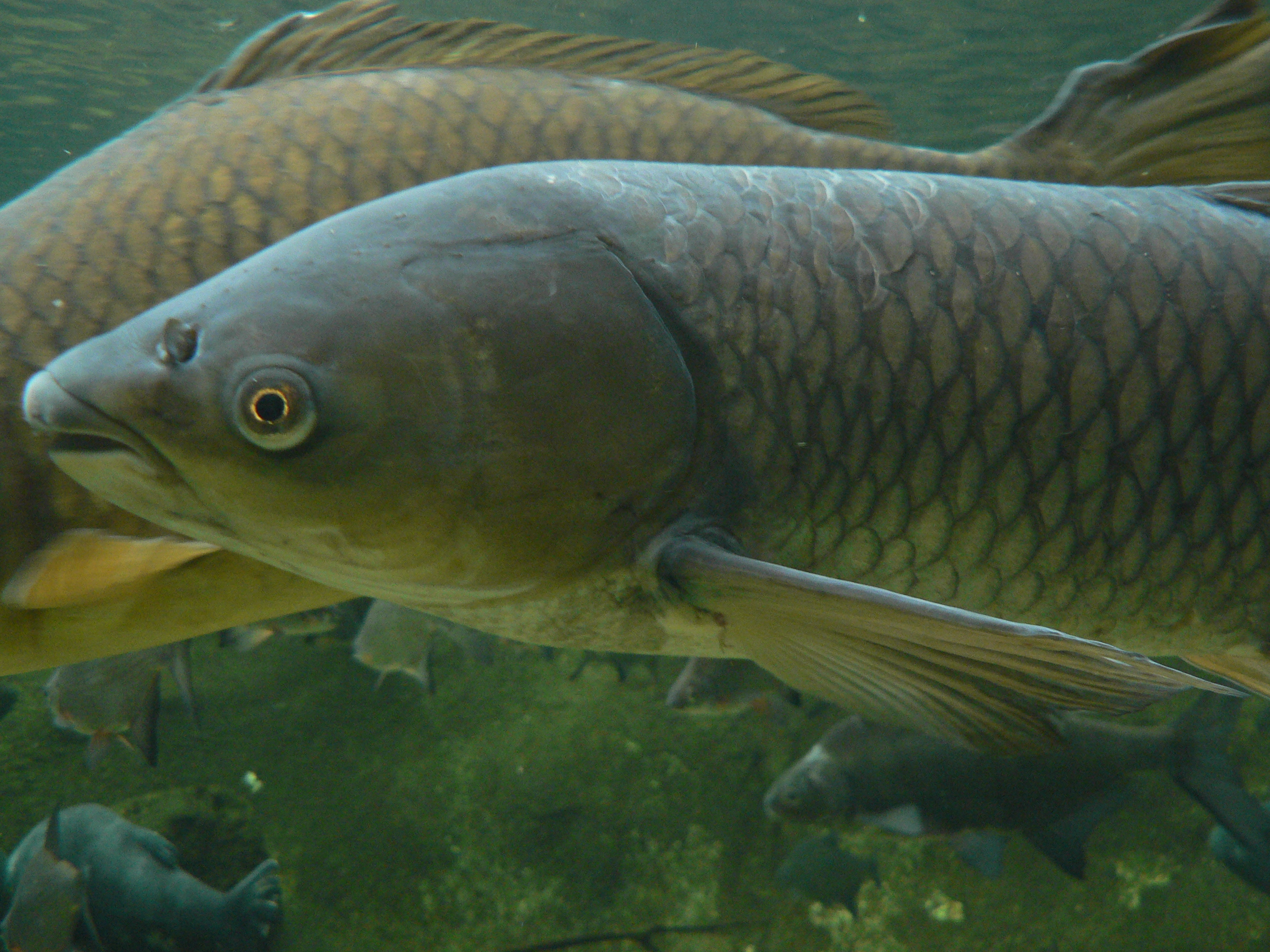
Білий амур, акліматизована річкова риба

У басейні Дунаю з прилеглою морською акваторією відомо близько 100 видів риб. Найбільш розповсюдженими є чорноморсько-азовський оселедець, карась, короп, лящ, сом і краснопірка. В менший кількості зустрічаються білуга, осетер, севрюга, щука, плітка, жерех, рибець і судак. Акліматизовані амур білий, амур чорний, товстолоб. У басейні Дунаю відома найбільша кількість ендеміків, у порівнянні з іншими річками України. Це умбра, чоп великий, чоп малий, йорж смугастий.
У басейні Дністра налічують 105 видів риб. У гирлі Дністра найбільшу чисельність мають лящ, короп, судак, плітка, чехоня, карась сріблястий, щука, плоскирка. Також зустрічаються бички, осетрові, оселедець чорноморсько-азовський, хамса тощо. На середній ділянці річки чисельні підуст, марена та головень, збільшуються кількість риб повільної течії — щуки, плітки, карася, густери, окуня. В передгірній та гірській зоні звичайні пструг струмковий, підуст, марена, головень. Дунайсько-дністровськими ендеміками є умбра та чоп великий.
У Дніпровсько-Бузькому лимані лимані нараховують 70 видів риб зі 110, що виявляють у басейнах цих річок. У лимані чисельно переважає тюлька, також у великій кількості є рибець та бичок. У річці акліматизовані амур білий, білий та строкатий товстолоби, чебачок амурський. У середній ділянці найчисельнішими є лящ, судак, плітка, рибець, карась, плоскирка.
У Південному Бузі налічують 75 видів риб. У середній течії типові представники: марена дніпровська, жерех, головень, підуст, сом, судак, минь, короп, лящ, плітка, йорж. У верхній течії звичайні короп, плітка, плоскирка, карась, головень, верховодка, окунь, щука, йорж. Акліматизовані товстолоб строкатий, сомик канальний, чебачок амурський.
У басейні Дніпра нараховують 61 вид риб. Найчисленніші близько 20 видів риб. Серед них тюлька, щука, плотва, в'язь, краснопірка звичайна, амур білий, жерех, линь, верховодка звичайна, плоскирка, лящ, синець звичайний, піскар, чехоня, карась, короп, білий та строкатий товстолоби, сом, судак, окунь, бички.

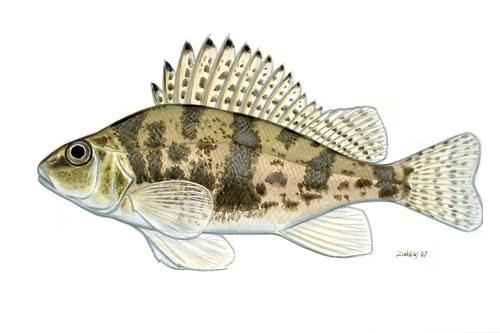
Йорж дунайський, риба-ендемік

Сіверський Донець пов'язаний з Азовським морем, оскільки впадає у Дон, який, своєю чергою, впадає в Азовське море. У річці нараховують 45 видів риб, більшість з яких належить до родини коропових. Найчисленніші тут верховодка, плітка, лящ, піскар, карась, рибець, окунь, бички (три види). Акліматизовані товстолоби білий та строкатий, амур білий, канальний сомик. З моря заселились тюлька звичайна, колючка триголкова, іглиця пухлощока.

### Проблеми іхтіофауни річок
Створення дамб та водосховищ на великих річках України, негативно позначилось на середовищі існування багатьох видів риб, внаслідок створення перешкод для переміщення риби, зменшення швидкості течії та замулення місць нересту. Це призвело до скорочення кількості видів та чисельності рибних популяцій у річках. Крім того, однією з проблем іхтіофауни річок стала поява видів, які випадково потрапили до наших водойм, успішно тут акліматизувалися та почали дуже швидко збільшувати свою чисельність та розширювати ареал існування. Такі види як ротань-головешка, чебачок амурський, сонячний окунь, розмножуються у водоймах, скорочуючи чисельність корисних промислових видів риб внаслідок конкуренції за кормову базу або знищення молоді та ікри цінних видів риб.

## Значення для людини
З усіх тварин, що зустрічаються в Україні, риба має найбільше промислове значення. Промисел риби ведеться не тільки для задоволення внутрішніх потреб, а також на експорт.